# Agulhas II

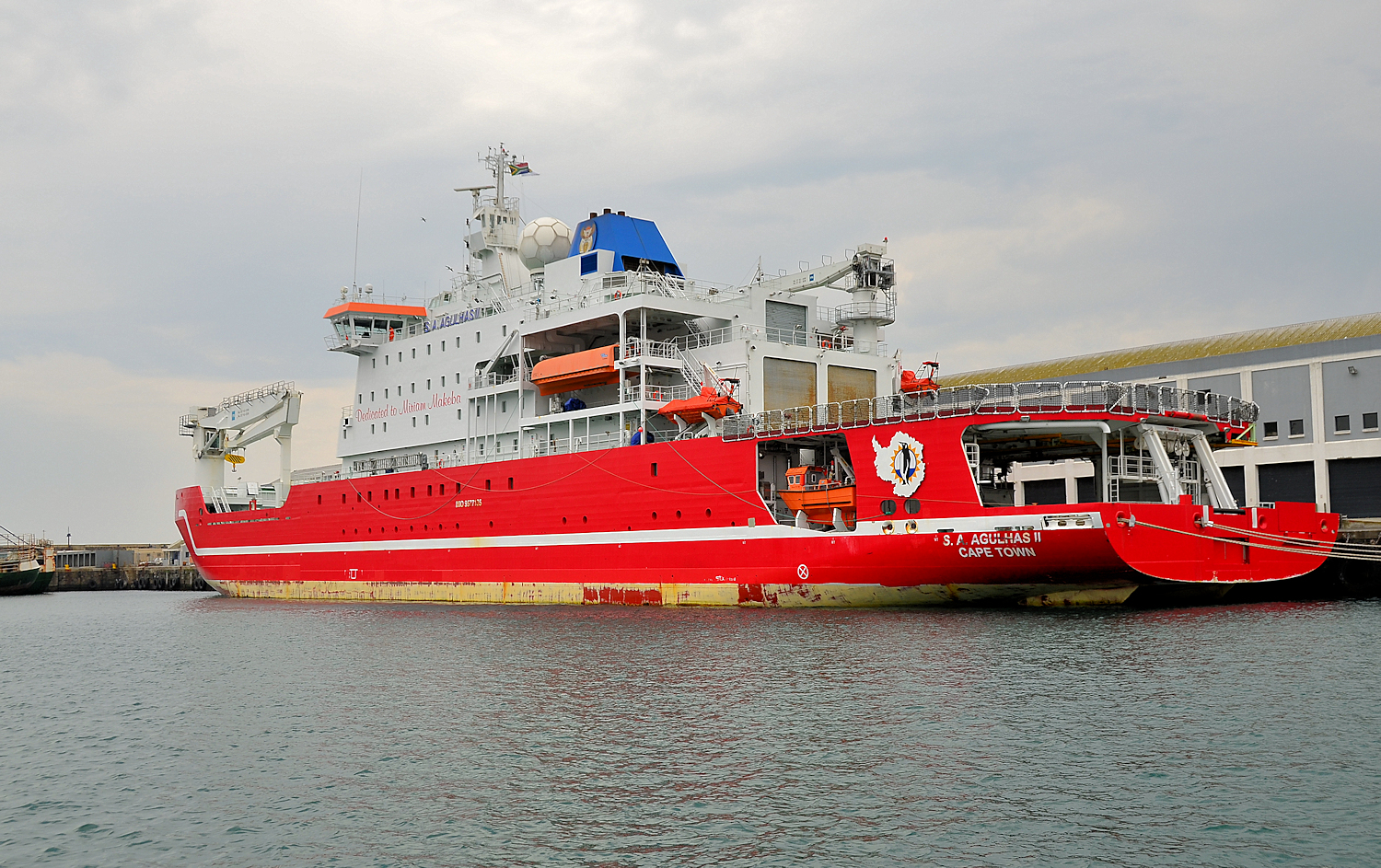
Agulhas II

S.A. Agulhas II är ett sydafrikanskt isbrytande försörjnings- och polarforskningsfartyg, som ägs av Department of Environmental Affairs (miljöministeriet). Hon byggdes på STX Finlands varv i Raumo i Finland och ersatte i april 2012 S.A. Agulhas. 
Det sydafrikanska miljöministeriet kontrakterade i november 2009 STX Finland för att bygga ett nytt polar- och försörjningsfartyg. Det första stålet till skrovet skars i september 2010.
Till skillnad från sin föregångare S.A. Agulhas från 1978 konstruerades Agulhas II från början som polar- och forskningsfartyg. Hon har kapacitet också att vara försörjningsfartyg för de sydafrikanska forskningsstationerna på Antarktis. Hon har 46 hytter för passagerare med kojer för 100 passagerare. 
Undervattensfarkoster kan sjösättas via en 2,4 x 2,4 meters moon pool. Hon har helikopterdäck med hangar för två Atlas Oryx/Aérospatiale SA 330 Puma-helikoptrar. 
Agulhas II drivs av fyra sexcylindriga Wärtsilä 6L32 dieselmotorer, vilka var och en genererar 3 000 kW. Dessa är placerade i två avskilda maskinrum. Fartyget kan segla tillbaka till  Sydafrika med ett maskinrum ur funktion. Hon har inga separata motorer/generatorer för att generera ström för användning utöver gång, förutom en nödgenerator driven av en Volvo Penta dieselmotor. 
Hon framförs dieselelektriskt med två GE Power Conversion 4 500 kW-motorer som driver 4,5-meters KaMeWa ställbara propellrar. Högsta hastighet är 16 knop i öppet vatten, medan marschfarten är 14 knop. I en meter tjock is seglar hon i 5 knop.